# José Vicente Villaescusa Blanca
José Vicente Villaescusa Blanca (Mislata, 9 de juny de 1955) és un polític valencià, diputat a les Corts Valencianes en la IV Legislatura.
Llicenciat en història per la Universitat de Granada i crític d'art, durant els seus anys d'estudiant va militar a l'Organització d'Esquerra Comunista, partit que deixà per ingressar al PSOE, però el 1990 es va afiliar al Partit Popular. En 1989 va ingressar com a membre del consell assessor de RTVV. Des de 1993 ha estat encarregat de la redacció del programa de cultura del PP i director de comunicació del partit a les eleccions generals espanyoles de 1993, a les eleccions al Parlament Europeu de 1994 i a les eleccions a les Corts Valencianes de 1995, en les que ell mateix fou elegit diputat.
El setembre de 1995 va renunciar al seu escó i el 19 de juny de 1996 fou nomenat director de Radiotelevisió Valenciana en substitució d'Amadeu Fabregat i Manyes, càrrec que va ocupar fins a setembre de 2004, quan fou substituït per Pedro García Gimeno. El seu mandat es va caracteritzar la seva supeditació total a Eduardo Zaplana i al PP de València, així com per la falta de transparència i una despesa incontrolada.
En 1996 també fou nomenat director de Continguts de la Ciutat de les Arts i les Ciències de València. De 2004 a 2007 fou director del Museu del Segle XIX.